# Prachatice lázně
całokształt zagadnienia sprowadza się w obecnej formie do niewiadomej co do poziomu praktycznego wykorzystania katalogowej pozycji „przystankowej” w rozkładzie jazdy;

zawartość artykułu stanowi przy tym w znacznej części wątpliwy co do informacyjnej produktywności, zwodniczy opis tego czego na przystanku nie ma, nie wspominając co tam w praktyce właściwie encyklopedycznie istotnego jest/było;

Prachatice lázně – przystanek kolejowy w Prachaticach, w kraju południowoczeskim, w Czechach. Znajduje się na wysokości 585 m n.p.m.
Na przystanku nie ma możliwość zakupu biletów, a obsługa podróżnych odbywa się w pociągu.

## Linie kolejowe
- 197 Číčenice – Volary – Nové Údolí